# 노보니콜라옙스크현
노보니콜라옙스크현(러시아어: Новониколаевская губерния)은 1921년부터 1925년까지 존재했던 러시아 소비에트 연방 사회주의 공화국의 현으로 현도는 노보니콜라옙스크(현재의 노보시비르스크)이다. 1921년 6월 13일 톰스크 현에서 분리되어 신설되었으며 1925년 5월 25일 시비리 지방으로 개편되면서 폐지되었다.